# 星圓棋

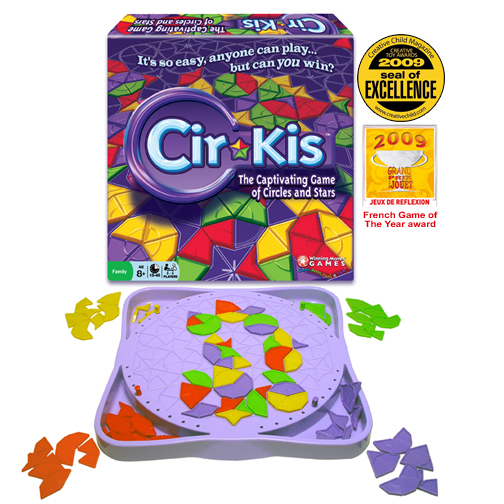
棋具

星圓棋（Cir*Kis），是Philip Orbanes在2009年推出的兩到四人對弈的棋類遊戲，棋盤、棋磚造型如羅傑·潘洛斯的潘洛斯鋪磚法。

## 棋具

棋盤

- 棋盤由飛鏢形、風箏形等棋格組成，如潘洛斯鋪磚。

- 每人有九種形狀、共二十片的棋磚：Big Slice三片、Small Slice三片、Wedge兩片、Triangle三片、Pointer三片、Arrow兩片、Ar-Wedge兩片、W一片、Sliver一片。

## 規則

棋磚種類

- 每人輪流放一片己方棋磚在一到數個符合形狀的空棋格上面。
  - 先手方第一手必須放在棋盤中央圓形的棋格。
  - 除第一手外，放棋磚時至少與上一手玩家所放的棋磚以邊或以角相接。
- 放棋磚後，若是造成以下狀況之一則該玩家再多一手。重複此動作，直到狀況不合。
  - 填滿棋盤中央星形。
  - 首位使用Sliver棋磚的玩家。
  - 放下去的棋磚周邊無空棋格。

- 放棋磚填成星狀或圓狀圖形後，
  - 該手的玩家得五分，若在該圖形佔有一半以上棋格則再得五分。
  - 該圖形佔有超過一半棋格的其他玩家得到十分。

- 先得四十分以上的玩家者勝[1]。

## 外部連結
- 線上遊戲
- 遊戲介紹 （页面存档备份，存于）